# Championnat d'Israël de football 1980-1981
Navigation
Championnat d'Israël 1979-1980 Championnat d'Israël 1981-1982
Le Championnat d'Israël de football 1980-1981 est la 29e édition de ce championnat.

## Classement[1]
| Rang | Équipe               | Pts | J  | G  | N  | P  | Bp | Bc | Diff |
| ---- | -------------------- | --- | -- | -- | -- | -- | -- | -- | ---- |
| 1    | Hapoël Tel-Aviv      | 38  | 30 | 13 | 12 | 5  | 50 | 30 | +20  |
| 2    | Bnei Yehoudah        | 35  | 30 | 11 | 13 | 6  | 38 | 27 | +11  |
| 3    | Maccabi Jaffa        | 34  | 30 | 12 | 10 | 8  | 43 | 35 | +8   |
| 4    | Maccabi Petah-Tikvah | 33  | 30 | 11 | 11 | 8  | 49 | 39 | +10  |
| 5    | Shimshon Tel-Aviv    | 33  | 30 | 11 | 11 | 8  | 32 | 26 | +6   |
| 6    | Hapoël Rishon LeZion | 32  | 30 | 9  | 14 | 7  | 25 | 18 | +7   |
| 7    | Hapoël Yehud         | 32  | 30 | 9  | 14 | 7  | 24 | 18 | +6   |
| 8    | Maccabi Tel-Aviv     | 32  | 30 | 10 | 12 | 8  | 33 | 33 | 0    |
| 9    | Hapoël Jérusalem FC  | 31  | 30 | 9  | 13 | 8  | 30 | 25 | +5   |
| 10   | Maccabi Netanya      | 30  | 30 | 9  | 12 | 9  | 31 | 30 | +1   |
| 11   | Hapoël Beer-Sheva    | 30  | 30 | 9  | 12 | 9  | 30 | 32 | -2   |
| 12   | Hapoël Petah-Tikvah  | 29  | 30 | 7  | 15 | 8  | 25 | 29 | -4   |
| 13   | Hapoël Kfar Sabah    | 28  | 30 | 9  | 10 | 11 | 34 | 36 | -2   |
| 14   | Hapoël Haïfa         | 26  | 30 | 8  | 10 | 12 | 30 | 44 | -14  |
| 15   | Maccabi Ramat Amidar | 25  | 30 | 7  | 11 | 12 | 21 | 30 | -9   |
| 16   | Hapoël Ramat-Gan     | 12  | 30 | 3  | 6  | 21 | 15 | 58 | -43  |

|  | Champion |
|  | Relégué  |

## Bilan de la saison
| Tableau d'Honneur                |                 |
| Compétition                      | Vainqueur       |
| Championnat d'Israël de football | Hapoel Tel-Aviv |
| Coupe d'Israël de football       | Bnei Yehoudah   |

| Promotions et relégations |                                                    |
| Relégués en Liga Leumit   | Hapoël Haïfa Maccabi Ramat Amidar Hapoël Ramat Gan |
| Promus en Ligat ha'Al     | Beitar Tel-Aviv Maccabi Haïfa Betar Jérusalem      |